# Glenn McCrory
Glenn McCrory (ur. 23 września 1964 w Annfield Plain) – brytyjski bokser, były mistrz IBF w wadze junior ciężkiej

## Kariera zawodowa
Zadebiutował 6 lutego 1984 roku nokautując w pierwszej rundzie Barry Ellisa. swoją pierwszą porażkę poniósł 3 września 1985 w swoim trzynastym pojedynku przegrywając przez nokaut w czwartej rundzie z Johnem Westgarthem. trzy miesiące później pokonał na punkty Roya Skeldona a następnie zanotował serię czterech porażek z rzędu którą przerwał 25 listopada 1986 pokonując niedoświadczonego Joe Adamsa (1-2) na punkty.
Po czterech kolejnych zwycięstwach pokonał 4 września 1987 Chisanda Mutti na punkty odbierając mu pas Wspólnoty Brytyjskiej. W swojej kolejnej walce 21 stycznia 1987 pokonał na punkty brytyjskiego pięściarza Tee Jaya broniąc swój pas równocześnie zdobywając pas mistrza Wielkiej Brytanii. 22 kwietnia 1988 obronił pasy nokautując w ósmej rundzie Lou Genta.
Po stoczeniu czterech kolejnych zwycięskich pojedynków został wytypowany do walki o wakujący pas IBF o który 3 czerwca 1989 zmierzył się z Patrickiem Lumumbą pokonując go jednogłośnie na punkty, 21 października 1989 obronił swój pas nokautując w jedenastej rundzie Size Makathiniego. Swój pas stracił w następnej obronie gdy 22 marca 1990 został znokautowany już w trzeciej rundzie przez Jeffa Lampkina.
Po stracie tytułu przeniósł się do wagi ciężkiej gdzie w pierwszej walce 16 lutego 1991 znokautował niezbyt wymagającego Terry’ego Armstronga (legitymującego się wówczas rekordem 9-12) a następnie został znokautowany już w drugiej rundzie 30 września 1991 przez Lennoxa Lewisa, który bronił pasów Wspólnoty Brytyjskiej oraz EBU w wadze ciężkiej. Po tej porażce powrócił do wagi junior ciężkiej gdzie po stoczeniu trzech pojedynków podjął nieudaną próbę odzyskania pasa IBF przegrywając jednogłośnie na punkty z obrońcą tytułu Alfredem Cole.

### Zakończenie kariery
Po tej porażce zakończył karierę zostając szanowanym wieloletnim komentatorem brytyjskiej telewizji Sky. Uzyskał również licencję trenera boksu i otworzył szkołę boksu w Newbiggin. Złożył również propozycję na wykorzystanie jego ośrodka na ewentualny obóz treningowy dla bokserów brytyjskich przygotowujących się do Igrzysk Olimpijskich w 2012 roku.